# 마르쿠스 페도 베르길리아누스
마르쿠스 페도 베르길리아누스(Marcus Pedo Vergilianus)는 트라야누스 치세 기간인 서기 115년 초의 로마의 집정관이다. 115년 말에 일어난 지진으로 사망했다.

## 생애
베르길리아누스는 2세기 초 로마 제국의 원로원 의원이었다. 115년에 그는 직권 집정관이었고, 루키우스 빕스타누스 메살라를 동료 집정관으로 함께 1월 달에 공직을 수행했다. 베르길리아누스는 그 해 말에 자리에서 물러났고, 티투스 스타틸리우스 막시무스 세베루스 하드리아누스가 그 뒤를 이어, 메살라와 함께 4월 말까지 수행했다.
베르길리아누스는 115년 말에 안티오키아를 강타한 지진 중에 사망한 것으로 유명하다. 도시와 그 주변 일대가 재앙적인 피해를 입었고, 안티오키아에서 파르티아 원정을 준비하던 트라야누스 황제는 그가 묵던 저택의 창문으로 가까스로 탈출해 목숨을 지켰고, 작은 상처를 입는 데 그쳤다. 카시우스 디오가 베르길리아누스는 임기 중에 사망했다고 전하기는 했으나, 베르길리아누스는 그의 후임자가 취임한 2월의 칼렌드 시기에 사임했음이 틀림없으며, 한편 지진은 12월 13일에 발생했다. 따라서, 베르길리아누스가 집정관 신분이지만, 사망했을 땐 집정관으로 있지 않았고, 트라야누스의 수행단의 일부로 안티오키아에 있었을 것이다.

## 명칭
로마 역사에서 상대적으로 유명하지 않은 인물이기는 하지만, 베르길리아누스는 그의 이름을 둘러싼 애매함 때문에 추가적인 면밀한 조사가 이루어졌다. 금석학 분야에서, 그는 ‘마르쿠스 페도 베르길리아누스’ 또는 ‘마르쿠스 베르길리아누스 페도’ 등 다양하게 나타나졌으며 다른 비문들에서는 그를 단순히 ‘페도’, 혹은 ‘베르길리아누스’라고 가리켜졌다. 그렇지만, 이 이름들이 그의 완전한 명칭을 이룬 것이 아님은 거의 확실하다. ‘페도’는 ‘노멘 겐틸리키움’이 아닌, 로마의 성(姓)인 코그노멘이고, 일부 씨족 (gentilicia)들은 ‘베르길리아누스’라는 이름 형태를 공유하였는데, 이것은 아마 베르길리아 씨족에서 내려온 집정관의 후손임을 나타내는 성의 형태인 아그노멘일 것이다. 제정 시절에, 로마 귀족 계층 출신들이 여러 저명한 가문의 후손임을 나타내는, 길어지고 이따금씩은 어려운 명칭을 갖게 된 것은 흔한 일이었다. 이런 이름들은 이름 보유자의 의지에 따라 다시 정리될 수 있었고, 편의를 위해 자주 축약되고는 했다. 로마 공화정 시절조차에도, 이름들은 익숙한 가문 이름에서 추론될 수 있는 씨족들 출신 사람들에게 자주 생략되고는 했다.
베르너 에크는 베르길리아누스의 이름과 147년 말의 집정관 가이우스 포필리우스 카루스 페도, 191년의 집정관 포필리우스 페도 아프로니아누스 (Popilius Pedo Apronianus), 살리 팔라티니 중 한 명인 마르쿠스 포필리우스 페도(Marcus Popilius Pedo) 등 2세기에 저명성을 얻은 포필리아 씨족 출신 인물들의 유사성을 바탕으로 베르길리아누스가 포필리아 씨족 출신이라고 결론지었다. 이 추론은 ‘Prosopographia Imperii Romani’ 뒤에 나왔고, Olli Salomies와 로널드 사임의 주목을 받았으며, 다른 한편으로 사임은 ‘폼페이우스 페도’라는 이름의 집정관이 클라우디우스에게 처형된 바가 있었기에 ‘폼페이우스’ 역시도 가능성이 있다 언급하기도 했었다.

## 참고 문헌
- Lucius Annaeus Seneca (소 세네카), Apocolocyntosis Divi Claudii (The Gourdification of the Divine Claudius).
- Lucius Cassius Dio Cocceianus (카시우스 디오), Roman History.
- 요안네스 말라이스, Chronographia.
- 아우구스트 파울리, 게오르크 비소바, et alii, Realencyclopädie der Classischen Altertumswissenschaft (Scientific Encyclopedia of the Knowledge of Classical Antiquities, abbreviated PW), J. B. Metzler, Stuttgart (1894–1980).
- 에드문드 그로아그, 아르투르 슈타인, 레이버 페테르센, and Klaus Wachtel, Prosopographia Imperii Romani (The Prosopography of the Roman Empire, Second Edition, abbreviated PIR2), Berlin (1933–2015).
- 로널드 사임, "Spaniards at Tivoli", in Ancient Society, vol. 13/14 (1982/1983); "The Paternity of Polyonymous Consuls", in Zeitschrift für Papyrologie und Epigraphik, vol. 61 (1985).
- Robert K. Sherk, The Roman Empire: Augustus to Hadrian Cambridge University Press (1988).
- Olli Salomies, Adoptive and Polyonymous Nomenclature in the Roman Empire, Societas Scientiarum Fenica, Helsinki (1992); "Three Notes on Roman Nomina", in Arctos, vol. XXXII, pp. 197–224 (1998).
- 베르너 에크, Gianfranco Paci, and E. Percossi Serenelli, "Per una nuova edizione dei Fasti Potentini", in Picus, vol. 23, pp. 51–108 (2003).
- Alison E. Cooley, The Cambridge Manual of Latin Epigraphy, Cambridge University Press (2012).

| 공직                                                                                  | 공직                                              | 공직                                                             |
| ------------------------------------------------------------------------------------- | ------------------------------------------------- | ---------------------------------------------------------------- |
| 이전 L. 헤디우스 루푸스 롤리아누스 아비투스 마르쿠스 메시우스 루스티쿠스 (보좌집정관) | 집정관 서기 115년 with 루키우스 빕스타누스 메살라 | 이후 T. 스타틸리우스 막시무스 세베루스 하드리아누스 (보좌집정관) |